# Panda Antivírus
Panda Antivírus é um software antivírus desenvolvido pela Panda Security.

## Versões
- Panda Dome Essential;
- Panda Dome Advanced;
- Panda Dome Complete;
- Panda Dome Premium;
- PANDA Free Antivírus;
- Panda Cleanup;
- Panda VPN;
- Panda Dome Passwords;
- Panda Family;

## Ligações Externas
- Site oficial no Brasil